# Ружинська районна рада
Ру́жинська райо́нна ра́да — орган місцевого самоврядування Ружинського району Житомирської області. Розміщується в селищі міського типу Ружин, котре є адміністративним центром Ружинського району.

## VII скликання

### Склад ради
Загальний склад ради: 34 депутати.
Виборчий бар'єр на чергових місцевих виборах 2015 року подолали місцеві організації восьми політичних партій. Найбільше депутатських місць отримало Всеукраїнське об'єднання «Батьківщина» — 8; далі розташувались: «Європейська солідарність» — 7 депутатів, Республіканська платформа та Громадський рух «Народний контроль» — по 4, Радикальна партія Олега Ляшка, Народна партія та Всеукраїнське об'єднання «Свобода» — по 3 мандати, «Опозиційний блок» — 1 депутатське місце.
За інформацією офіційної сторінки, в раді створено сім депутатських фракцій («Опозиційний блок», РП Олега Ляшка, Народна партія, "Громадський рух «Народний контроль», Республіканська платформа, "БПП «Солідарність», ВО «Батьківщина»), працюють шість постійних депутатських комісій:
- з гуманітарних питань, освіти, культури, фізичного виховання, справ сім'ї та молоді;
- з питань агропромислового комплексу, земельних відносин, екології та соціального розвитку села;
- з питань законності, правопорядку, прав людини, регламенту, депутатської етики та місцевого самоврядування;
- з питань охорони здоров'я та соціального захисту населення;
- з питань промисловості, будівництва, транспорту, зв'язку, житлово-комунального господарства, торгівлі та підприємництва;
- з питань бюджету і комунальної власності.

### Голова
20 листопада 2015 року, на першій сесії Ружинської районної ради VII скликання, головою районної ради обрано депутата від «Європейської Солідарности» Миколу Марущака.

## Колишні голови ради
- Ткачов Федір Григорович — 1944—1846 роки
- Гончаров Пантелій Максимович — 1946—1948 роки
- Кий Володимир Іванович — 1948 рік
- Майбродський Степан Якович — 1948—1953 роки
- Дорошенко Євдоким Логвинович — 1953—1958 роки
- Пешко Михайло Митрофанович — 1959—1973 роки
- Кришталь Микола Пилипович — 1973—1982 роки
- Чигир Михайло Андрійович — 1982—1983, 1990—1991 роки
- Туранський Владислав Цезарович — 1983—1990, 1994—1998 роки
- Котелянець Микола Григорович — 1990—1994 роки
- Бондарчук Володимир Леонідович — 1998—2002 роки
- Кирилюк Олег Васильович — 2002—2006 роки
- Саківський Валентин Цезарович — 2006—2010, 2014—2015 роки
- Ходаківський Борис Олександрович — 2010—2014 роки